# Thalassodes dorsipunctata
Thalassodes dorsipunctata är en fjärilsart som beskrevs av W. Warren 1903. Thalassodes dorsipunctata ingår i släktet Thalassodes och familjen mätare. Inga underarter finns listade i Catalogue of Life.